# Raluca Oana Haidu
Raluca Oana Haidu, née le 20 novembre 1994 à Petroșani, est une gymnaste artistique roumaine.

## Palmarès

### Championnats d'Europe
- Birmingham 2010
  -  médaille de bronze à la poutre
  -  médaille de bronze au concours par équipes
- Bruxelles 2012
  -  médaille d'or au concours par équipes